# Paragymnomenia
Paragymnomenia is een geslacht van wormmollusken uit de  familie van de Amphimeniidae.

## Soort
- Paragymnomenia richardi Leloup, 1947